# Émile Picault
Pour les articles homonymes, voir Picault.
André Émile Louis Picault, né le 24 août 1833 à Paris,, mort à Paris (14e arrondissement) le 24 août 1922, est un sculpteur français.

## Biographie
Émile Picault est l'élève du peintre Henri Royer. Il expose au Salon de 1863 à 1914, où il obtient une mention honorable en 1883 (Valentin 1er). Il est l'auteur du Monument à Joseph Lakanal érigé à Foix en 1882. Son œuvre remportera un grand succès avec ses éditions de statuettes en bronze auprès des particuliers.
Il meurt en 1922, le jour de ses 89 ans.

## Œuvre
Cette œuvre, très abondante, compte principalement des sujets allégoriques ou patriotiques et des figures de guerriers et de héros mythologiques, accompagnés de sentences en latin ou en français. La figure du Génie, si chère au positivisme, y est déclinée à plusieurs reprises alors que les figures de genre privilégient l'harmonie des corps au réalisme social.
Quelques œuvres inspirées par le Moyen Âge dans le goût de l'art troubadour sont traitées dans un style proche des florentins (L'Escholier).
Émile Picault a également réalisé quelques portraits de personnalités historiques (Nicolas Flamel, Jeanne d'Arc, Ambroise Paré, Voltaire) ou de fiction (Le Cid, Macbeth, Don César de Bazan, Le Bourgeois gentilhomme).

### Œuvres dans les collections publiques
- Chambéry, musée des beaux-arts : Le Semeur d'idées, 45 cm.
- Clermont-Ferrand, musée d'art Roger-Quilliot : Hébé / Génie tenant un sceptre.
- Denain, Musée d'Archéologie et d'Histoire Locale, Dans la mine : le déjeuner.
- Escaudain, musée de la mine et des traditions populaires : Mineur, bronze.
- Foix : Monument à Joseph Lakanal, 1882, bronze[5].
- Gray, musée Baron-Martin : Escholier au XIVe siècle, statuette en bronze, 49 × 19 × 15 cm, legs d'Albert Pomme de Mirimonde à la RMN, affecté au musée de Gray.
- Maubeuge, musée Henri-Boez : Le Devoir, Honor patria, 45 cm.
- Troyes, musée des beaux-arts : La Famille, joies et peines.

### Fontes d'édition
L'œuvre d'Émile Picault a fait l'objet de nombreuses éditions en bronze par la fonderie Susse (Le Génie du travail, trois dimensions : 53, 80 et 125 cm), les fonderies Colin et Houdebine, et la Société des Bronzes de Paris. Son travail a aussi été décliné en régule ou en objets d'art (horloges, cassolettes, encriers). Picault est ainsi l'une des figures les plus prolifiques du courant de sculpture néo-baroque français.
- Le Supplice de Tantale, 1867, bronze.
- Persée délivrant Andromède, 1880, bronze.
- Le Génie du progrès, 1885, bronze.
- Nicolas Flamel, 1885, bronze.
- Le Cid, 1886, bronze.
- La Naissance de Pégase, 1888, bronze.
- Le Génie des sciences, 1894, bronze.
- Le Génie des arts, 1895, bronze.
- Le Livre, 1896, bronze.
- Le Drapeau “ad unum”, 1898, bronze.
- Vox progressi, 1903, bronze.
- Belléphoron, 1906, bronze.
- Joseph expliquant les songes du Pharaon, 1888, médaillon en bronze.
- L'Agriculture, 1888, médaillon en bronze.

## Salons
- 1879 : Jason, plâtre.
- 1892 : Andromède, plâtre.
- 1894 : Prométhée dérobant le feu du ciel, plâtre.
- 1896 : La Vaillance, plâtre.
- 1897 : Vertus civiques, plâtre.
- 1902 : Le Minerai, plâtre.
- 1905 : La Forge, plâtre.
- 1909 : Science et Industrie, plâtre.
- 1914 : Propter gloriam, plâtre.

Œuvres d'Émile Picault
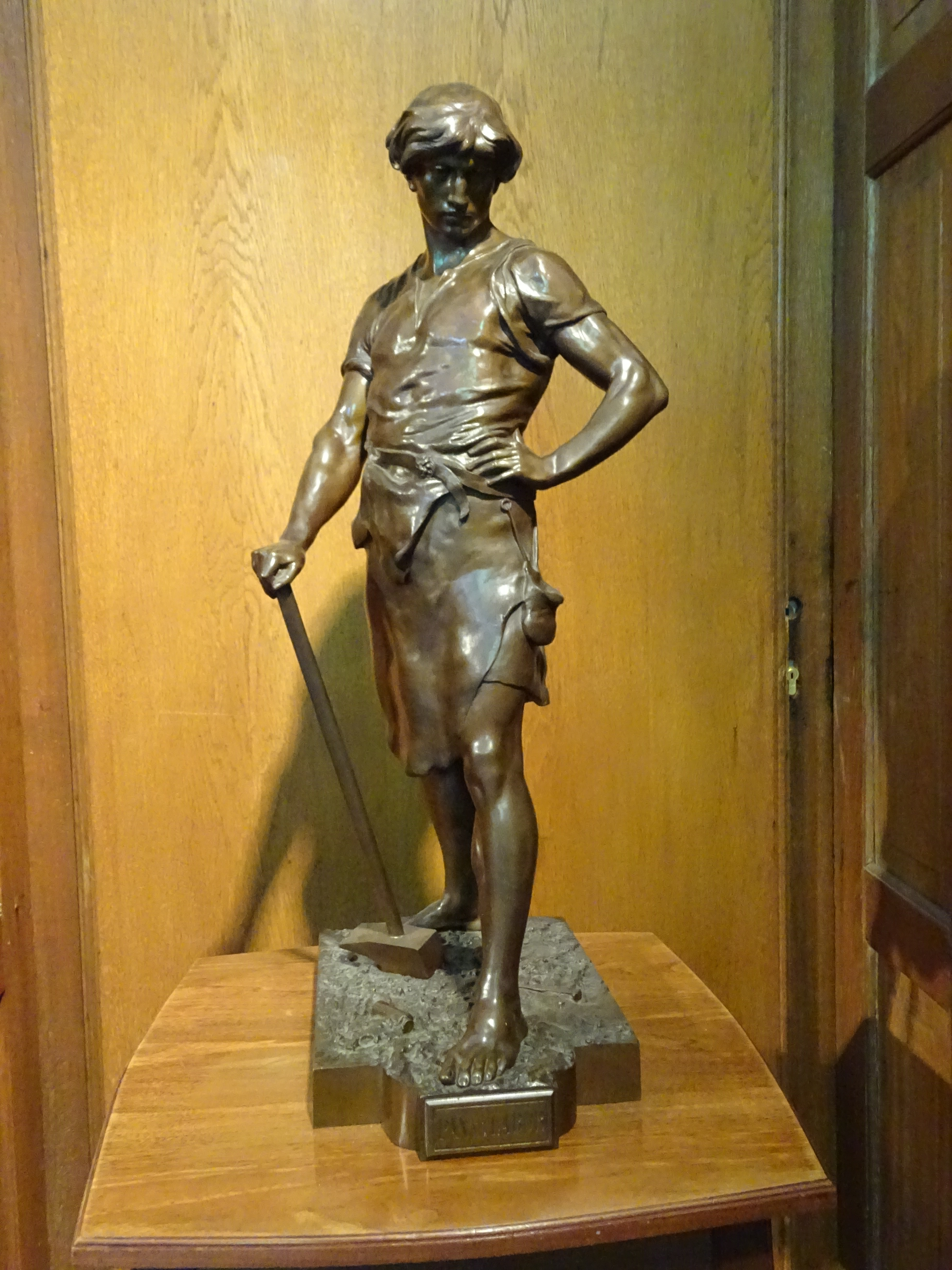
Pax Labor (vers 1880), Clèves, B.C. Koekkoek-Haus (en)
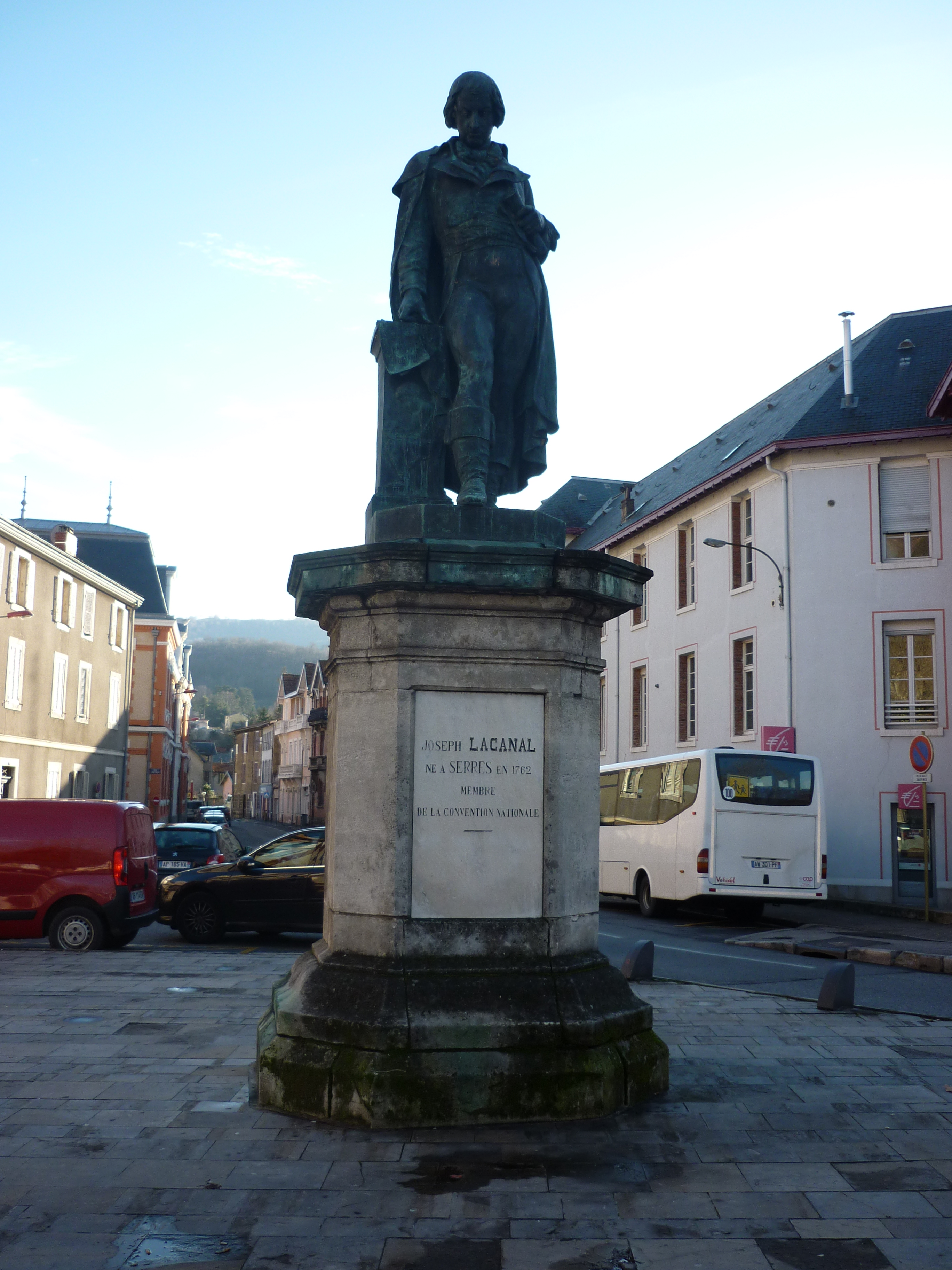
Monument à Joseph Lakanal (1882), Foix.
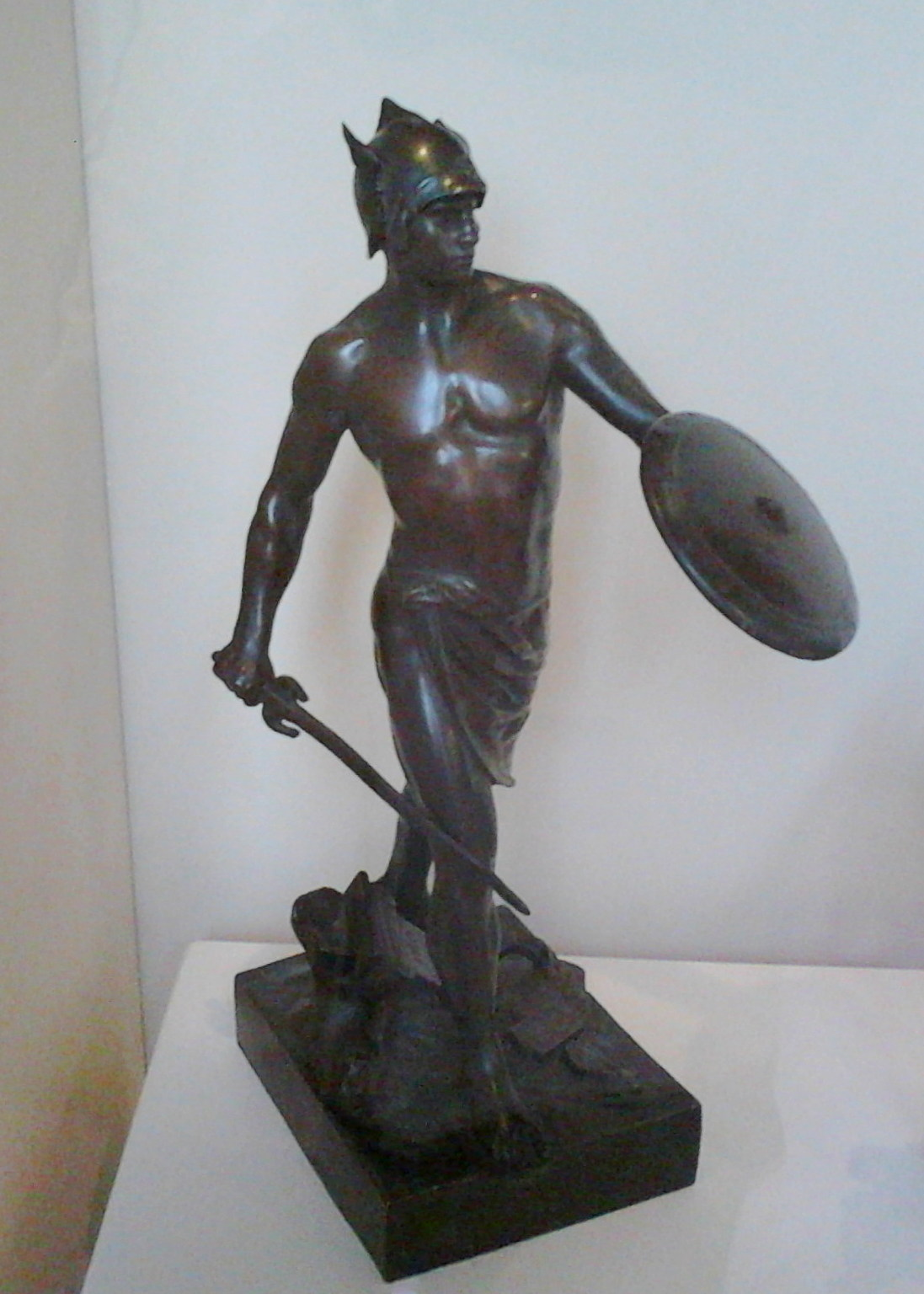
Guerrier gaulois (1885), São Paulo, Pinacothèque de l'État de São Paulo.
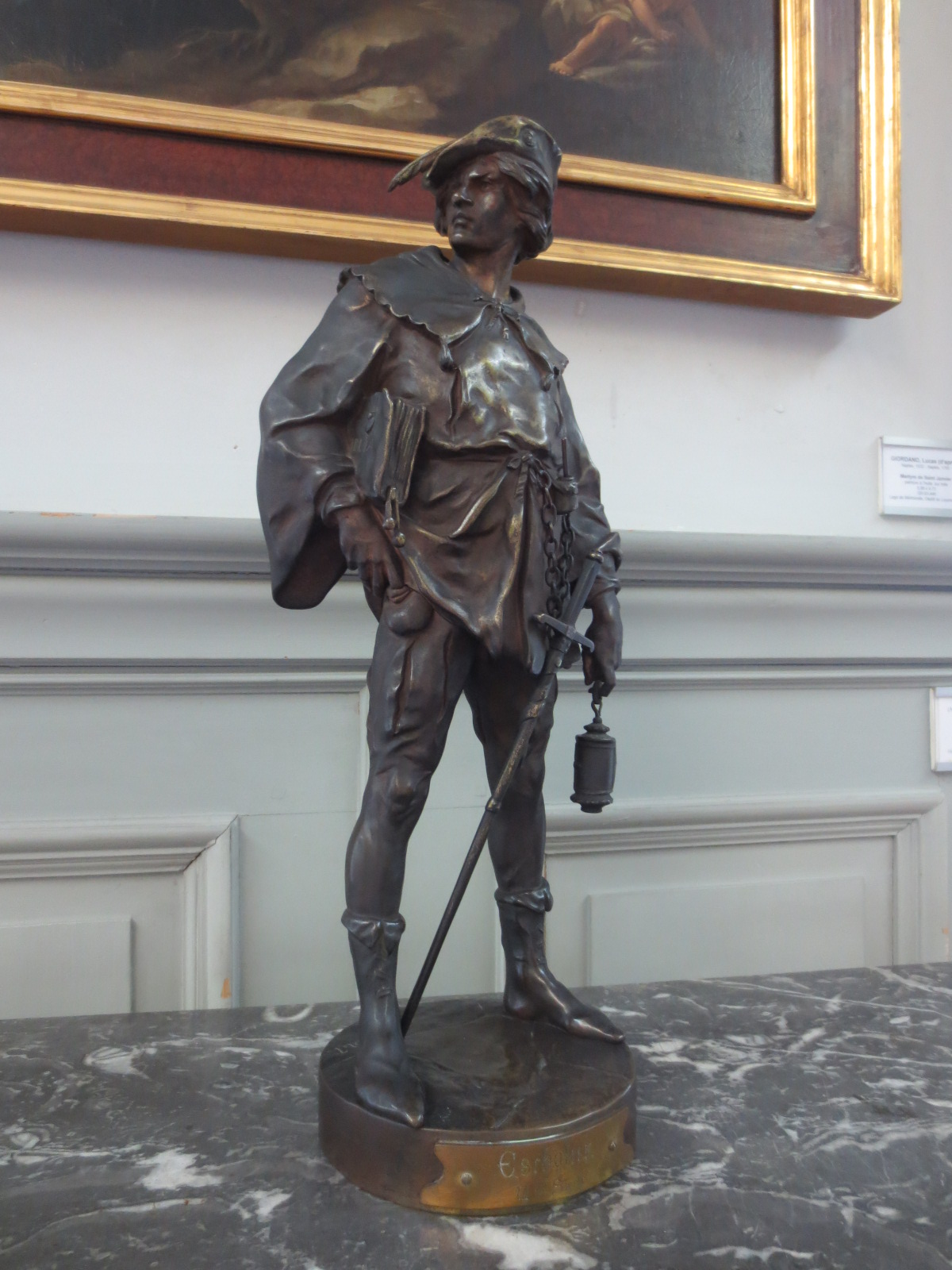
Écolier au XIVe siècle, bronze, Gray, musée Baron-Martin.